# 圓亭咖啡館

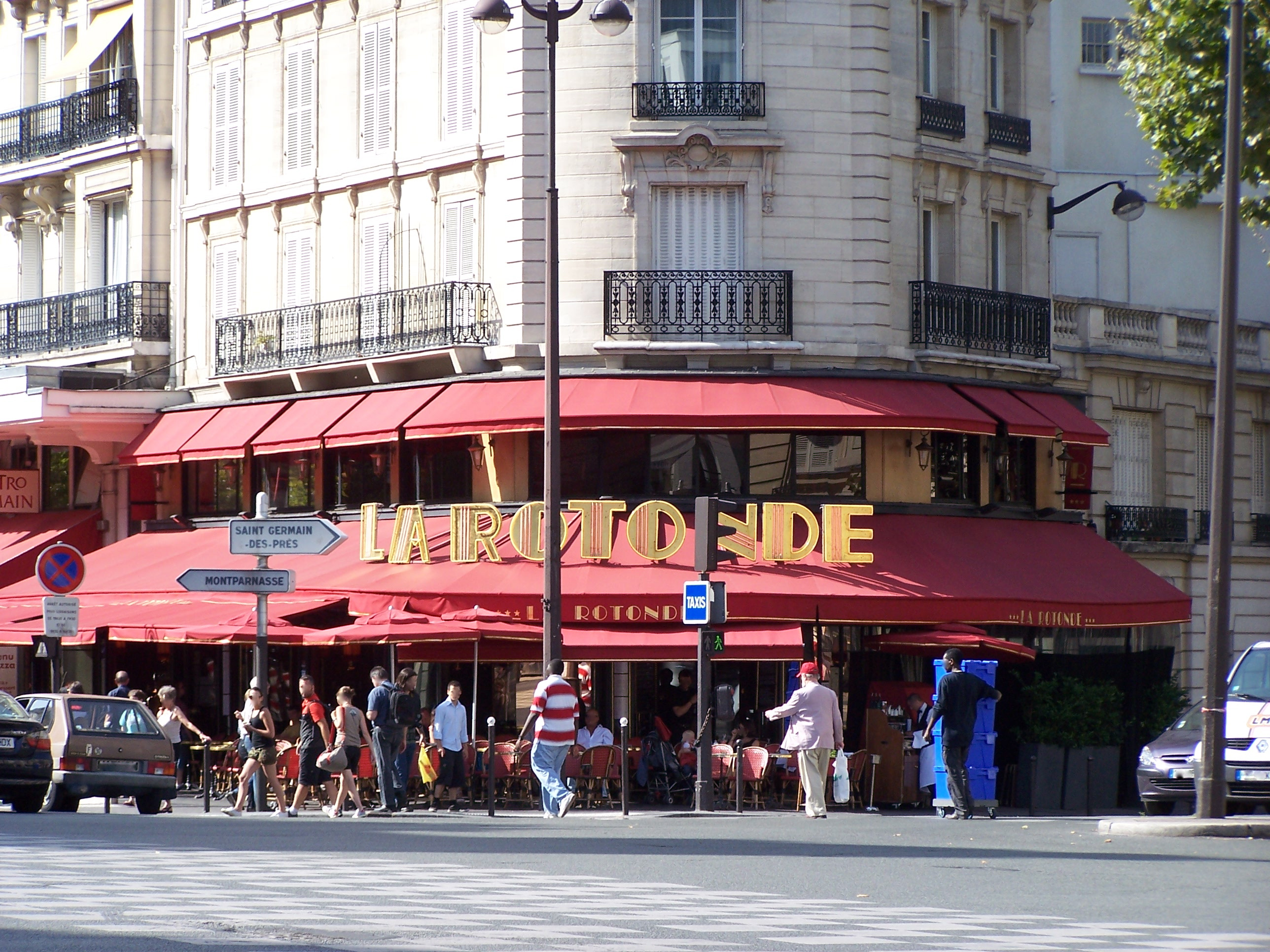
2011年時的圓亭咖啡館

圓亭咖啡館（法語：Café de la Rotonde）是位於法國首都巴黎蒙帕纳斯大道105号的一座咖啡館。圓亭咖啡館在戰間期是著名的知識分子聚集地。由Victor Libion成立於1911年。

## 外部連結
- Official homepage

48°50′33″N 2°19′45″E / 48.84250°N 2.32917°E
1. ↑  .   [2022-09-21]. （原始内容存档于2022-09-21）.